# Erick Norales
Erick Norales (La Ceiba, Atlántida, Honduras, 11 de febrero de 1985) es un futbolista hondureño. Juega de defensa central y su actual equipo es el Club Deportivo Vida de la Liga Nacional de Honduras.

## Trayectoria
Erick Norales es un defensa central nacido el 11 de febrero de 1985 en la Ceiba, Honduras. Su primer Club fue el Club Deportivo Vida y en el 2006 pasó a formar parte definitiva del Club Deportivo Marathón. Con este equipo, Norales obtuvo el título de campeón en la temporada del Apertura 2008-2009.
A comienzos de la temporada 2018-19 del fútbol hondureño fichó por el Club Deportivo Vida.

## Selección nacional
Erick Norales ha sido internacional con la selección de fútbol de Honduras. Su debut oficial con la selección absoluta de Honduras fue el 6 de febrero del 2008, en el triunfo de su selección en contra de Paraguay por 2-0. 
Antes, este defensor había participado en la selección sub-20 que obtuvo el boleto al mundial de Países Bajos 2005, donde también tuvo participación. En marzo de 2008, Norales fue parte fundamental para que Honduras obtuviera el título preolímpico de la Concacaf. Fue así como el defensor participó en los juegos olímpicos de Pekín 2008 y tuvo la oportunidad de enfrentar a rivales como Italia, Camerún, y Corea. 
En el 2009, Erick Norales fue convocado por el seleccionador Reynaldo Rueda, a formar parte del combinado que enfrentaría Copa centroamericana de naciones UNCAF.
El 29 de agosto de 2014 se anunció que Norales había sido convocado para disputar la Copa Centroamericana 2014 con Honduras.

### Participaciones en Copa Centroamericana
| Copa Centroamericana      | Sede           | Resultado    |
| ------------------------- | -------------- | ------------ |
| Copa Centroamericana 2014 | Estados Unidos | Quinto lugar |

### Participaciones en Copas del Mundo
| Mundial                      | Sede         | Resultado    |
| ---------------------------- | ------------ | ------------ |
| Copa Mundial Juvenil de 2005 | Países Bajos | Primera fase |

### Participaciones en Juegos Olímpicos
| Juegos Olímpicos               | Sede  | Resultado    |
| ------------------------------ | ----- | ------------ |
| Juegos Olímpicos de Pekín 2008 | China | Primera Fase |

## Clubes
| Club          | País           | Año               |
| ------------- | -------------- | ----------------- |
| Vida          | Honduras       | 2002 - 2006       |
| Marathón      | Honduras       | 2006 - 2011       |
| Hunan Billows | China          | 2011 - 2013       |
| Marathón      | Honduras       | 2013              |
| Vida          | Honduras       | 2013 - 2014       |
| Indy Eleven   | Estados Unidos | 2014 - 2015       |
| LA Galaxy     | Estados Unidos | 2016              |
| Marathón      | Honduras       | 2017              |
| Platense      | Honduras       | 2017              |
| Vida          | Honduras       | 2018 - 2020Retiro |

## Palmarés

### Campeonatos nacionales
| Título                              | Club                    | País     | Año                |
| ----------------------------------- | ----------------------- | -------- | ------------------ |
| Liga Nacional de Fútbol de Honduras | Club Deportivo Marathón | Honduras | Apertura 2008-2009 |

### Copas internacionales
| Título                     | Club                            | País           | Año  |
| -------------------------- | ------------------------------- | -------------- | ---- |
| Preolímpico de la Concacaf | Selección de fútbol de Honduras | Estados Unidos | 2008 |

(*) Incluyendo la selección